# Нибелунг I
Нибелунг (Нивелон) I (фр. Nibelung (Nivelon) I; ок. 705/720 — 770/786) — франкский граф, сеньор Перраси и Божи с ок. 751, сын Хильдебранда I, двоюродный брат короля франков Пипина Короткого, покровитель одного из авторов продолжения Хроники Фредегара.

## Биография
Нибелунга называет сыном Хильдебранда продолжатель Фредегара. После смерти отца Нибелунг, вероятно, унаследовал часть его владений в Бургундии.
Нибелунг, как и отец, проявил заинтересованность в продолжении хроники Фредегара. Под его покровительством были составлены главы 34—54, описывающие события 753—768 годов.
Вероятно, именно Нибелунг был графом, который упоминается в актах монастыря Горз в 762 и 770 годах. Согласно одному из актов монастыря Сен-Жермен-де-Пре, Нибелунг владел виллой Мароль-сюр-Сьен. Однако в 786 году владельцем виллы назван граф по имени Оберт. Это дало основание предположить, что Нибелунг умер до этого года.

## Семья
В современных ему исторических источниках не упоминается, был ли женат Нибелунг и были ли у него дети. Однако позже упоминаются графы, носившие имена Нибелунг и Хильдебранд, которые вполне могли быть потомками Нибелунга I. По гипотезе Кристиана Сеттипани сыновьями Нибелунга I могли быть:
- Нибелунг II (ок. 750/760 — после 805), сеньор Перраси и Божи, граф Эсбе, граф Мадри
- Хильдебранд II (ок. 760/770 — после 796), сеньор Перраси и Божи, королевский наместник в Отёнуа в 796